# MicroBank
MicroBank (Nuevo Micro Bank SAU) és un banc del grup la Caixa dedicat als microcrèdits, líder del sector a Europa. Com el seu predecessor, manté acords amb el Fons Europeu d'Inversions (FEI), amb el qual col·labora per concedir 200 milions d'euros en microcrèdits el 2012 i el 2013.
Nuevo Micro Bank és una entitat creada l'any 2011, com a segregació de Criteria CaixaCorp abans d'absorbir l'anterior MicroBank de la Caixa S.A. i convertir-se en CaixaBank.

## Història
El nou MicroBank va ser creat l'any 2011, en el context del procés de bancarització de la Caixa d'Estalvis i Pensions de Barcelona ("La Caixa") en el qual es va crear CaixaBank. Abans de convertir-se en CaixaBank, Criteria CaixaCorp es va segregar creant una nova entitat especialitzada en els microcrèdits —Nuevo Micro Bank—, que hauria de rellevar el MicroBank de la Caixa (antic Banc d'Europa) absorbit per Criteria CaixaCorp, entitat que es convertiria en CaixaBank.

### MicroBank de la Caixa
MicroBank de la Caixa SA, que utilitzava la marca comercial MicroBank, era un banc propietat de la Caixa dedicat als microcrèdits; i que va ser líder del sector a Europa. El tres primers anys de funcionament va fer 65 000 crèdits i va mantenir acords amb el Fons Europeu d'Inversions (FEI) i el Banc de Desenvolupament del Consell d'Europa (CEB).
El banc inicialment era anomenat Banc d'Europa SA, una entitat bancària convencional creada l'any 1973 a la ciutat de Barcelona; i el 1997 tenia un actiu de 20 000 milions de pessetes. A la dècada de 1990, la Caixa va adquirir el Banc d'Europa, i el 2007 el va convertir en un banc de microcrèdits i li va canviar la denominació social per la de MicroBank de la Caixa.